# 謝列莫湖
57°27′04″N 33°22′38″E / 57.4511°N 33.3772°E
謝列莫湖（俄语：Серемо），是俄羅斯的湖泊，位於該國西北部特維爾州，長5.1公里、寬4.2公里，面積19.6平方公里，海拔高度222米，湖岸線長度16.4公里，最大水深3米。